# Mohamed Tayeb
Mohamed Amin Tayeb (28 de septiembre de 1985) es un deportista argelino que compite en judo. Ganó cinco medallas en el Campeonato Africano de Judo entre los años 2012 y 2018.

## Palmarés internacional
| Campeonato Africano | Campeonato Africano     | Campeonato Africano | Campeonato Africano |
| Año                 | Lugar                   | Medalla             | Categoría           |
| ------------------- | ----------------------- | ------------------- | ------------------- |
| 2012                | Agadir (Marruecos)      | Medalla de bronce   | +100 kg             |
| 2013                | Maputo (Mozambique)     | Medalla de plata    | +100 kg             |
| 2014                | Puerto Louis (Mauricio) | Medalla de plata    | Abierta             |
| 2016                | Túnez (Túnez)           | Medalla de plata    | +100 kg             |
| 2018                | Túnez (Túnez)           | Medalla de bronce   | +100 kg             |